# The Best of Poison: 20 Years of Rock
The Best of Poison: 20 Years of Rock is het vierde erkende verzamelalbum van de Amerikaanse glam metalband Poison. Het album, dat op 3 april 2006 door EMI werd uitgegeven, bevat veel nummers uit de 20-jarige carrière van de band, waaronder hun meest gekende, "Every Rose Has Its Thorn". Daarnaast bevat het album ook twee covers: de klassieker "Rock and Roll All Nite" van Kiss en "We're an American Band" van Grand Funk Railroad.

## Productie en marketing
Het album werd geproduceerd door Don Was, en zorgde ervoor dat Poison eindelijk weer de top 20 van de Billboard 200 binnenkwam, op plaats 17. Dit was geleden van 1993, met het album Native Tongue. In oktober 2007 gingen alleen al in de Verenigde Staten 424 484 exemplaren van het album over de toonbanken. Er werd later ook een speciale editie uitgegeven dat een dvd bevatte met een compilatie waarop hun beste nummers stonden.

## Nummers
1. "Talk Dirty to Me" - 3:44
  - Van het album Look What the Cat Dragged In (1986)
2. "I Want Action" - 3:05
  - Van het album Look What the Cat Dragged In (1986)
3. "I Won't Forget You" - 3:34
  - Van het album Look What the Cat Dragged In (1986)
4. "Cry Tough" - 3:38
  - Van het album Look What the Cat Dragged In (1986)
5. "Look What the Cat Dragged In" - 3:10
  - Van het album Look What the Cat Dragged In (1986)
6. "Nothin' But a Good Time" - 3:43
  - Van het album Open Up and Say...Ahh! (1988)
7. "Fallen Angel" - 3:56
  - Van het album Open Up and Say...Ahh! (1988)
8. "Every Rose Has Its Thorn" - 4:20
  - Van het album Open Up and Say...Ahh! (1988)
9. "Your Mama Don't Dance" - 3:00
  - Van het album Open Up and Say...Ahh! (1988)
10. "Unskinny Bop" - 3:49
  - Van het album Flesh & Blood (1990)
11. "Rock and Roll All Nite" - 3:35
  - Cover van het gelijknamige lied uit het album Dressed to Kill (van Kiss)
12. "Ride The Wind" - 3:53
  - Van het album Flesh & Blood (1990)
13. "Something to Believe In" - 5:30
  - Van het album Flesh & Blood (1990)
14. "Life Goes on" - 4:49
  - Van het album Flesh & Blood (1990)
15. "Stand" - 5:14
  - Van het album Native Tongue (1993)
16. "The Last Song" - 4:22
  - Van het album Power to the People (2000)
17. "Shooting Star" - 4:37
  - Van het album Hollyweird (2002)
18. "We're an American Band" - 3:10
  - Cover van het gelijknamige lied uit het album We're an American Band (van Grand Funk Railroad)

Leden: Bret Michaels · C.C. DeVille · Bobby Dall · Rikki Rockett

Ex-leden: Blues Saraceno · Richie Kotzen · Matt Smith

Studioalbums: Look What the Cat Dragged In · Open up and say... ahh! · Flesh & Blood · Native Tongue · Crack a Smile... and More! · Power to the People · Hollyweird · Poison'd!

Compilaties: Poison's Greatest Hits: 1986-1996 · Poison - Rock Champions · Best of Ballads & Blues · Rock Breakout Years: 1987 · The Best of Poison: 20 Years of Rock · Great Big Hits: Live Bootleg

Livealbums: Swallow This Live · Seven days live